# Cuspidă
În astrologie, cuspida reprezintă granița între o casă astrală și alta sau între un semn astrologic și altul. În vechime se considera o planetă aflată la mai puțin de 5° de cuspida următoarei case ca fiind în acea casă astrală. Din acest motiv, la câteva minute după răsărit, Soarele rămâne în prima casă astrală.